# Wereldkampioenschap voetbal onder 16 - 1989
Het derde Wereldkampioenschap voetbal onder 16 werd gehouden in Schotland van 10 tot en met 24 juni 1987. Het toernooi werd voor de eerste keer gewonnen door Saoedi-Arabië. In de finale werd Schotland verslagen na strafschoppen. Portugal werd derde.

## Gekwalificeerde landen
Er deden 16 teams uit zes confederaties mee. Teams konden zich kwalificeren via een jeugdtoernooi dat binnen elke confederatie georganiseerd werd.
| Confederatie                                   | Kwalificatietoernooi                                                                   | Gekwalificeerde landen                            |
| ---------------------------------------------- | -------------------------------------------------------------------------------------- | ------------------------------------------------- |
| AFC (Azië)                                     | Aziatisch kampioenschap voetbal onder 16 - 1988 Thailand, 1–14 november 1988           | Saoedi-Arabië Bahrein China                       |
| CAF (Afrika)                                   | Afrikaans kampioenschap voetbal onder 16 - 1989 2 juli 1988 – 20 januari 1989          | Ghana Guinee Nigeria                              |
| CONCACAF (Noord, Centraal-Amerika & Caribbean) | CONCACAF-kampioenschap voetbal onder 16 - 1988 Trinidad en Tobago, 12–27 november 1988 | Cuba Verenigde Staten Canada                      |
| CONMEBOL (Zuid-Amerika)                        | Zuid-Amerikaans kampioenschap voetbal onder 16 - 1988 Ecuador, 15–30 oktober 1988      | Argentinië Brazilië Colombia                      |
| OFC (Oceanië)                                  | Oceanisch kampioenschap voetbal onder 16 - 1989 Australië, 21–29 januari 1989          | Australië                                         |
| UEFA (Europa)                                  | Europees kampioenschap voetbal onder 16 - 1989 Denemarken, 4–14 mei 1989               | Schotland Portugal Duitse Democratische Republiek |
| Gastland                                       | Gastland                                                                               | Saoedi-Arabië                                     |

## Stadions
| Glasgow                              | · Glasgow (Hampden Park) Motherwell · (Fir Park) Aberdeen (Pittodrie Stadium) Dundee (Dens Park) Edinburgh (Tynecastle Park) |  |
| Hampden Park Capaciteit: 51.866      | · Glasgow (Hampden Park) Motherwell · (Fir Park) Aberdeen (Pittodrie Stadium) Dundee (Dens Park) Edinburgh (Tynecastle Park) |  |
| Motherwell                           | · Glasgow (Hampden Park) Motherwell · (Fir Park) Aberdeen (Pittodrie Stadium) Dundee (Dens Park) Edinburgh (Tynecastle Park) |  |
| Fir Park Capaciteit: 13.677          | · Glasgow (Hampden Park) Motherwell · (Fir Park) Aberdeen (Pittodrie Stadium) Dundee (Dens Park) Edinburgh (Tynecastle Park) |  |
| Aberdeen                             | · Glasgow (Hampden Park) Motherwell · (Fir Park) Aberdeen (Pittodrie Stadium) Dundee (Dens Park) Edinburgh (Tynecastle Park) |  |
| Pittodrie Stadium Capaciteit: 20.866 | · Glasgow (Hampden Park) Motherwell · (Fir Park) Aberdeen (Pittodrie Stadium) Dundee (Dens Park) Edinburgh (Tynecastle Park) |  |
| Dundee                               | · Glasgow (Hampden Park) Motherwell · (Fir Park) Aberdeen (Pittodrie Stadium) Dundee (Dens Park) Edinburgh (Tynecastle Park) |  |
| Dens Park Capaciteit: 11.506         | · Glasgow (Hampden Park) Motherwell · (Fir Park) Aberdeen (Pittodrie Stadium) Dundee (Dens Park) Edinburgh (Tynecastle Park) |  |
| Edinburgh                            | · Glasgow (Hampden Park) Motherwell · (Fir Park) Aberdeen (Pittodrie Stadium) Dundee (Dens Park) Edinburgh (Tynecastle Park) |  |
| Tynecastle Park Capaciteit: 19.852   | · Glasgow (Hampden Park) Motherwell · (Fir Park) Aberdeen (Pittodrie Stadium) Dundee (Dens Park) Edinburgh (Tynecastle Park) |  |

## Groepsfase

### Groep A
| Team      | Wed | W | G | V | DV | DT | DS | Ptn | Resultaat           |
| --------- | --- | - | - | - | -- | -- | -- | --- | ------------------- |
| Bahrein   | 3   | 2 | 1 | 0 | 5  | 1  | +4 | 5   | Naar de kwartfinale |
| Schotland | 3   | 1 | 2 | 0 | 4  | 1  | +3 | 4   | Naar de kwartfinale |
| Ghana     | 3   | 0 | 2 | 1 | 2  | 3  | –1 | 2   |                     |
| Cuba      | 3   | 0 | 1 | 2 | 2  | 8  | –6 | 1   |                     |

|                    |           |     |       |                                                                               |
| 10 juni 1989 14:00 | Schotland | 0–0 | Ghana | Hampden Park, Glasgow Toeschouwers: 6.500 Scheidsrechter: Armando Pérez Hoyos |
| 10 juni 1989 14:00 |           |     |       | Hampden Park, Glasgow Toeschouwers: 6.500 Scheidsrechter: Armando Pérez Hoyos |

|                    |      |                                          |         |                                                                               |
| 10 juni 1989 15:45 | Cuba | 0–3                                      | Bahrein | Hampden Park, Glasgow Toeschouwers: 6.500 Scheidsrechter: Luis Felix Ferreira |
| 10 juni 1989 15:45 |      | Jasem 40' (pen.), 52' (pen.), 76' (pen.) |         | Hampden Park, Glasgow Toeschouwers: 6.500 Scheidsrechter: Luis Felix Ferreira |

|                    |                                 |     |      |                                                                          |
| 12 juni 1989 18:30 | Schotland                       | 3–0 | Cuba | Fir Park, Motherwell Toeschouwers: 9.000 Scheidsrechter: Peter Mikkelsen |
| 12 juni 1989 18:30 | Lindsay 30' McGoldrick 32', 39' |     |      | Fir Park, Motherwell Toeschouwers: 9.000 Scheidsrechter: Peter Mikkelsen |

|                    |       |             |         |                                                                         |
| 12 juni 1989 20:15 | Ghana | 0–1         | Bahrein | Fir Park, Motherwell Toeschouwers: 9.000 Scheidsrechter: Wieland Ziller |
| 12 juni 1989 20:15 |       | Ebrahim 42' |         | Fir Park, Motherwell Toeschouwers: 9.000 Scheidsrechter: Wieland Ziller |

|                    |            |     |               |                                                                            |
| 14 juni 1989 18:30 | Schotland  | 1–1 | Bahrein       | Fir Park, Motherwell Toeschouwers: 13.500 Scheidsrechter: Ricardo Calabria |
| 14 juni 1989 18:30 | Beattie 2' |     | Abdulaziz 33' | Fir Park, Motherwell Toeschouwers: 13.500 Scheidsrechter: Ricardo Calabria |

|                    |                         |     |                     |                                                                      |
| 14 juni 1989 20:15 | Cuba                    | 2–2 | Ghana               | Fir Park, Motherwell Toeschouwers: 13.500 Scheidsrechter: Gary Fleet |
| 14 juni 1989 20:15 | Zerguera 9' Rosette 24' |     | Aryee 22' Asare 72' | Fir Park, Motherwell Toeschouwers: 13.500 Scheidsrechter: Gary Fleet |

### Groep B
| Team                           | Wed | W | G | V | DV | DT | DS | Ptn | Resultaat           |
| ------------------------------ | --- | - | - | - | -- | -- | -- | --- | ------------------- |
| Duitse Democratische Republiek | 3   | 2 | 0 | 1 | 7  | 4  | +3 | 4   | Naar de kwartfinale |
| Brazilië                       | 3   | 2 | 0 | 1 | 5  | 3  | +2 | 4   | Naar de kwartfinale |
| Verenigde Staten               | 3   | 1 | 1 | 1 | 5  | 7  | –2 | 3   |                     |
| Australië                      | 3   | 0 | 1 | 2 | 3  | 6  | –3 | 1   |                     |

|                    |                                |     |           |                                                                                 |
| 10 juni 1989 14:00 | Duitse Democratische Republiek | 1–0 | Australië | Pittodrie Stadium, Aberdeen Toeschouwers: 3.300 Scheidsrechter: James McCluskey |
| 10 juni 1989 14:00 | Manke 51'                      |     |           | Pittodrie Stadium, Aberdeen Toeschouwers: 3.300 Scheidsrechter: James McCluskey |

|                    |                  |     |          |                                                                               |
| 10 juni 1989 15:45 | Verenigde Staten | 1–0 | Brazilië | Pittodrie Stadium, Aberdeen Toeschouwers: 3.300 Scheidsrechter: Mohamed Hafez |
| 10 juni 1989 15:45 | Baba 37'         |     |          | Pittodrie Stadium, Aberdeen Toeschouwers: 3.300 Scheidsrechter: Mohamed Hafez |

|                    |                                                 |     |                   |                                                                                  |
| 12 juni 1989 18:30 | Duitse Democratische Republiek                  | 5–2 | Verenigde Staten  | Pittodrie Stadium, Aberdeen Toeschouwers: 2.300 Scheidsrechter: Mohd Noor Jaafar |
| 12 juni 1989 18:30 | Konetzke 7', 33' Seifert 12', 31' Rydlewicz 45' |     | Baba 36' Wood 76' | Pittodrie Stadium, Aberdeen Toeschouwers: 2.300 Scheidsrechter: Mohd Noor Jaafar |

|                    |            |     |                            |                                                                                |
| 12 juni 1989 20:15 | Australië  | 1–3 | Brazilië                   | Pittodrie Stadium, Aberdeen Toeschouwers: 2.300 Scheidsrechter: David Brummitt |
| 12 juni 1989 20:15 | Corica 50' |     | Carlos 11', 34' Marcio 36' | Pittodrie Stadium, Aberdeen Toeschouwers: 2.300 Scheidsrechter: David Brummitt |

|                    |                                |     |                    |                                                                                     |
| 14 juni 1989 18:30 | Duitse Democratische Republiek | 1–2 | Brazilië           | Pittodrie Stadium, Aberdeen Toeschouwers: 3.500 Scheidsrechter: Jean-Marie Lartigot |
| 14 juni 1989 18:30 | Knuth 29'                      |     | Márcio 4' Fred 70' | Pittodrie Stadium, Aberdeen Toeschouwers: 3.500 Scheidsrechter: Jean-Marie Lartigot |

|                    |                        |     |                     |                                                                             |
| 14 juni 1989 20:15 | Australië              | 2–2 | Verenigde Staten    | Pittodrie Stadium, Aberdeen Toeschouwers: 3.500 Scheidsrechter: Kil Ki-Chul |
| 14 juni 1989 20:15 | Pangallo 71' Suzor 73' |     | Wood 6' Haskins 70' | Pittodrie Stadium, Aberdeen Toeschouwers: 3.500 Scheidsrechter: Kil Ki-Chul |

### Groep C
| Team       | Wed | W | G | V | DV | DT | DS | Ptn | Resultaat           |
| ---------- | --- | - | - | - | -- | -- | -- | --- | ------------------- |
| Nigeria    | 3   | 2 | 1 | 0 | 7  | 0  | +7 | 5   | Naar de kwartfinale |
| Argentinië | 3   | 1 | 2 | 0 | 4  | 1  | +3 | 4   | Naar de kwartfinale |
| China      | 3   | 1 | 1 | 1 | 1  | 3  | –2 | 3   |                     |
| Canada     | 3   | 0 | 0 | 3 | 1  | 9  | –8 | 0   |                     |

|                    |            |     |       |                                                                          |
| 10 juni 1989 14:00 | Argentinië | 0–0 | China | Dens Park, Dundee Toeschouwers: 5.000 Scheidsrechter: Juan Escobar Lopez |
| 10 juni 1989 14:00 |            |     |       | Dens Park, Dundee Toeschouwers: 5.000 Scheidsrechter: Juan Escobar Lopez |

|                    |                                            |     |        |                                                                       |
| 10 juni 1989 15:45 | Nigeria                                    | 4–0 | Canada | Dens Park, Dundee Toeschouwers: 5.000 Scheidsrechter: Mohammad Riyahi |
| 10 juni 1989 15:45 | Keshiro 27', 75' Oguntunase 56' Ikpeba 78' |     |        | Dens Park, Dundee Toeschouwers: 5.000 Scheidsrechter: Mohammad Riyahi |

|                    |            |     |         |                                                                           |
| 12 juni 1989 18:30 | Argentinië | 0–0 | Nigeria | Dens Park, Dundee Toeschouwers: 6.000 Scheidsrechter: Jean-Marie Lartigot |
| 12 juni 1989 18:30 |            |     |         | Dens Park, Dundee Toeschouwers: 6.000 Scheidsrechter: Jean-Marie Lartigot |

|                    |              |     |        |                                                                              |
| 12 juni 1989 20:15 | China        | 1–0 | Canada | Dens Park, Dundee Toeschouwers: 6.000 Scheidsrechter: Dodji Hounnake-Kouassi |
| 12 juni 1989 20:15 | Gao Feng 34' |     |        | Dens Park, Dundee Toeschouwers: 6.000 Scheidsrechter: Dodji Hounnake-Kouassi |

|                    |                                                      |     |                   |                                       |
| 14 juni 1989 18:30 | Argentinië                                           | 4–1 | Canada            | Dens Park, Dundee Toeschouwers: 6.000 |
| 14 juni 1989 18:30 | Paris 9' Castro 38' Castagno Suárez 40' Dascanio 74' |     | Medero 19' (e.d.) | Dens Park, Dundee Toeschouwers: 6.000 |

|                    |       |                                 |         |                                                                      |
| 14 juni 1989 20:15 | China | 0–3                             | Nigeria | Dens Park, Dundee Toeschouwers: 6.000 Scheidsrechter: Wieland Ziller |
| 14 juni 1989 20:15 |       | Fetuga 12' Ikpeba 22' Umoru 39' |         | Dens Park, Dundee Toeschouwers: 6.000 Scheidsrechter: Wieland Ziller |

### Groep D
| Team          | Wed | W | G | V | DV | DT | DS | Ptn | Resultaat           |
| ------------- | --- | - | - | - | -- | -- | -- | --- | ------------------- |
| Portugal      | 3   | 1 | 2 | 0 | 6  | 5  | +1 | 4   | Naar de kwartfinale |
| Saoedi-Arabië | 3   | 1 | 2 | 0 | 5  | 4  | +1 | 4   | Naar de kwartfinale |
| Guinee        | 3   | 0 | 1 | 2 | 3  | 5  | –2 | 3   |                     |
| Colombia      | 3   | 0 | 1 | 2 | 3  | 5  | –2 | 1   |                     |

|                    |           |     |                   |                                                                               |
| 10 juni 1989 14:00 | Guinee    | 1–1 | Colombia          | Tynecastle Park, Edinburgh Toeschouwers: 2.000 Scheidsrechter: David Brummitt |
| 10 juni 1989 14:00 | Camara 2' |     | Gaibao 60' (pen.) | Tynecastle Park, Edinburgh Toeschouwers: 2.000 Scheidsrechter: David Brummitt |

|                    |                      |     |                         |                                                                                 |
| 10 juni 1989 15:45 | Saoedi-Arabië        | 2–2 | Portugal                | Tynecastle Park, Edinburgh Toeschouwers: 2.000 Scheidsrechter: Ricardo Calabria |
| 10 juni 1989 15:45 | Al Shamrani 60', 80' |     | Figo 17' (pen.) Gil 23' | Tynecastle Park, Edinburgh Toeschouwers: 2.000 Scheidsrechter: Ricardo Calabria |

|                    |                       |     |                                  |                                                                                  |
| 12 juni 1989 18:30 | Guinee                | 2–2 | Saoedi-Arabië                    | Tynecastle Park, Edinburgh Toeschouwers: 2.800 Scheidsrechter: Arlington Success |
| 12 juni 1989 18:30 | Oularé 56' Camara 62' |     | Fofana 52' (e.d.) Al Rowaihi 71' | Tynecastle Park, Edinburgh Toeschouwers: 2.800 Scheidsrechter: Arlington Success |

|                    |                      |     |                                        |                                                                           |
| 12 juni 1989 20:15 | Colombia             | 2–3 | Portugal                               | Tynecastle Park, Edinburgh Toeschouwers: 2.800 Scheidsrechter: Arie Frost |
| 12 juni 1989 20:15 | Moreno 27' Nieto 79' |     | Canate 2' (e.d.) Gil 44' Adalberto 78' | Tynecastle Park, Edinburgh Toeschouwers: 2.800 Scheidsrechter: Arie Frost |

|                    |            |     |              |                                                                                |
| 14 juni 1989 18:30 | Guinee     | 1–1 | Portugal     | Tynecastle Park, Edinburgh Toeschouwers: 4.000 Scheidsrechter: James McCluskey |
| 14 juni 1989 18:30 | Camara 24' |     | Lourenço 80' | Tynecastle Park, Edinburgh Toeschouwers: 4.000 Scheidsrechter: James McCluskey |

|                    |          |                |               |                                                                              |
| 14 juni 1989 20:15 | Colombia | 0–1            | Saoedi-Arabië | Tynecastle Park, Edinburgh Toeschouwers: 4.000 Scheidsrechter: Mohamed Hafez |
| 14 juni 1989 20:15 |          | Al Rowaihi 80' |               | Tynecastle Park, Edinburgh Toeschouwers: 4.000 Scheidsrechter: Mohamed Hafez |

## Knock-outfase
|  | kwartfinale                    | kwartfinale         |                      |       | halve finale        | halve finale        |   |  | finale | finale |
|  |                                |                     |                      |       |                     |                     |   |  |        |        |
|  | 17 juni – Dundee               |                     |                      |       |                     |                     |   |  |        |        |
|  |                                |                     |                      |       |                     |                     |   |  |        |        |
|  | Saoedi-Arabië                  | 0 (2)               |                      |       |                     |                     |   |  |        |        |
|  | Saoedi-Arabië                  | 0 (2)               | 20 juni – Motherwell |       |                     |                     |   |  |        |        |
|  | Nigeria                        | 0 (0)               |                      |       |                     |                     |   |  |        |        |
|  | Nigeria                        | 0 (0)               | Saoedi-Arabië        | 1     |                     |                     |   |  |        |        |
|  | 17 juni – Motherwell           |                     | Saoedi-Arabië        | 1     |                     |                     |   |  |        |        |
|  |                                | Bahrein             | 0                    |       |                     |                     |   |  |        |        |
|  | Brazilië                       | Bahrein             | 0                    | 0 (1) |                     |                     |   |  |        |        |
|  | Brazilië                       |                     | 24 juni – Glasgow    | 0 (1) |                     |                     |   |  |        |        |
|  | Bahrein                        | 0 (4)               |                      |       |                     |                     |   |  |        |        |
|  | Bahrein                        | 0 (4)               | Saoedi-Arabië        | 2 (5) |                     |                     |   |  |        |        |
|  | 17 juni – Edinburgh            |                     | Saoedi-Arabië        | 2 (5) |                     |                     |   |  |        |        |
|  |                                | Schotland           | 2 (4)                |       |                     |                     |   |  |        |        |
|  | Portugal                       | Schotland           | 2 (4)                | 2     |                     |                     |   |  |        |        |
|  | Portugal                       | 20 juni – Edinburgh |                      | 2     |                     |                     |   |  |        |        |
|  | Argentinië                     | 1                   |                      |       |                     |                     |   |  |        |        |
|  | Argentinië                     | 1                   | Portugal             | 0     | derde plaats        | derde plaats        |   |  |        |        |
|  | 17 juni – Aberdeen             |                     | Portugal             | 0     | derde plaats        | derde plaats        |   |  |        |        |
|  |                                | Schotland           | 1                    |       | 23 juni – Edinburgh | 23 juni – Edinburgh |   |  |        |        |
|  | Duitse Democratische Republiek | Schotland           | 1                    | 0     | 23 juni – Edinburgh | 23 juni – Edinburgh |   |  |        |        |
|  | Duitse Democratische Republiek |                     |                      |       |                     | Bahrein             | 0 |  |        |        |
|  | Schotland                      | 1                   |                      |       |                     | Bahrein             | 0 |  |        |        |
|  | Schotland                      | 1                   | Portugal             | 3     |                     |                     |   |  |        |        |
|  |                                |                     | Portugal             | 3     |                     |                     |   |  |        |        |

### Kwartfinale
|                    |                            |            |                    |                                                                       |
| 17 juni 1989 15:00 | Bahrein                    | 0–0 (n.v.) | Brazilië           | Fir Park, Motherwell Toeschouwers: 9.500 Scheidsrechter: Hafidhi Ally |
| 17 juni 1989 15:00 |                            |            |                    | Fir Park, Motherwell Toeschouwers: 9.500 Scheidsrechter: Hafidhi Ally |
| 17 juni 1989 15:00 | Strafschoppen              |            |                    | Fir Park, Motherwell Toeschouwers: 9.500 Scheidsrechter: Hafidhi Ally |
| 17 juni 1989 15:00 | Habib Hassan Ali Abdulaziz | 4–1        | Andrei Fred Marcio | Fir Park, Motherwell Toeschouwers: 9.500 Scheidsrechter: Hafidhi Ally |

|                    |                                |             |           |                                                                                     |
| 17 juni 1989 15:00 | Duitse Democratische Republiek | 0–1         | Schotland | Pittodrie Stadium, Aberdeen Toeschouwers: 10.200 Scheidsrechter: Juan Pablo Escobar |
| 17 juni 1989 15:00 |                                | Lindsay 80' |           | Pittodrie Stadium, Aberdeen Toeschouwers: 10.200 Scheidsrechter: Juan Pablo Escobar |

|                    |               |            |               |                                                                           |
| 17 juni 1989 15:00 | Nigeria       | 0–0 (n.v.) | Saoedi-Arabië | Dens Park, Dundee Toeschouwers: 5.500 Scheidsrechter: Armando Pérez Hoyos |
| 17 juni 1989 15:00 |               |            |               | Dens Park, Dundee Toeschouwers: 5.500 Scheidsrechter: Armando Pérez Hoyos |
| 17 juni 1989 15:00 | Strafschoppen |            |               | Dens Park, Dundee Toeschouwers: 5.500 Scheidsrechter: Armando Pérez Hoyos |
| 17 juni 1989 15:00 | 0–2           |            |               | Dens Park, Dundee Toeschouwers: 5.500 Scheidsrechter: Armando Pérez Hoyos |

|                    |                     |     |            |                                                                           |
| 17 juni 1989 21:00 | Portugal            | 2–1 | Argentinië | Tynecastle Park, Edinburgh Toeschouwers: 5.000 Scheidsrechter: Arie Frost |
| 17 juni 1989 21:00 | Figo 23' Tulipa 46' |     | Selenzo 8' | Tynecastle Park, Edinburgh Toeschouwers: 5.000 Scheidsrechter: Arie Frost |

### Halve finale
|                    |         |                |               |                                                                         |
| 20 juni 1989 19:30 | Bahrein | 0–1            | Saoedi-Arabië | Fir Park, Motherwell Toeschouwers: 9.000 Scheidsrechter: Wieland Ziller |
| 20 juni 1989 19:30 |         | Al Rowaihi 47' |               | Fir Park, Motherwell Toeschouwers: 9.000 Scheidsrechter: Wieland Ziller |

|                    |          |            |           |                                                                                     |
| 20 juni 1989 20:15 | Portugal | 0–1        | Schotland | Tynecastle Park, Edinburgh Toeschouwers: 29.000 Scheidsrechter: Jean-Marie Lartigot |
| 20 juni 1989 20:15 |          | O'Neil 54' |           | Tynecastle Park, Edinburgh Toeschouwers: 29.000 Scheidsrechter: Jean-Marie Lartigot |

### Troostfinale
|                    |         |                         |          |                                                                             |
| 23 juni 1989 19:30 | Bahrein | 0–3                     | Portugal | Tynecastle Park, Edinburgh Toeschouwers: 2.000 Scheidsrechter: Hafidhi Ally |
| 23 juni 1989 19:30 |         | Tulipa 24', 64' Gil 52' |          | Tynecastle Park, Edinburgh Toeschouwers: 2.000 Scheidsrechter: Hafidhi Ally |

### Finale
|                    |                                                                |            |                                            |                                                                                           |
| 24 juni 1989 15:00 | Saoedi-Arabië                                                  | 2–2 (n.v.) | Schotland                                  | Hampden Park, Glasgow Toeschouwers: 50.956 Scheidsrechter: Juan Pablo Escobar Lopez (GUA) |
| 24 juni 1989 15:00 | Sulaiman 49' Al Teriar 65'                                     |            | Downie 7' Dickov 25'                       | Hampden Park, Glasgow Toeschouwers: 50.956 Scheidsrechter: Juan Pablo Escobar Lopez (GUA) |
| 24 juni 1989 15:00 | Strafschoppen                                                  |            |                                            | Hampden Park, Glasgow Toeschouwers: 50.956 Scheidsrechter: Juan Pablo Escobar Lopez (GUA) |
| 24 juni 1989 15:00 | Al Hammali Al Mousa Al Shamrani Al Theneyan Al Teriar Al Alawi | 5–4        | Dickov Bollan McLaren Bain Marshall O'Neil | Hampden Park, Glasgow Toeschouwers: 50.956 Scheidsrechter: Juan Pablo Escobar Lopez (GUA) |